# جويل أغويلار
جويل أنتونيو أغويلار تشيكاس (بالإسبانية: Joel Antonio Aguilar Chicas)‏ (مواليد 2 يوليو 1975) حكم كرة قدم سلفادوري مقيم في سان سلفادور . أصبح حكم دولي معتمد من الاتحاد الدولي لكرة القدم منذ 2001 .
ليقوم بمهامه في عدة بطولات على المستوى الدولي ك :
- دوري السلفادور لكرة القدم حكم في المبارات النهائية
- الكأس الذهبي للكونكاكاف 2007
- كأس العالم تحت 20 سنة لكرة القدم 2007
- كأس العالم تحت 17 سنة لكرة القدم 2007
- سوبرليغا أمريكا الشمالية 2007
- كأس الكونكاكاف الذهبية 2009
- كأس العالم لكرة القدم 2010
- كأس الكونكاكاف الذهبية 2011 حكم في المبارات النهائية
- كأس العالم للأندية لكرة القدم 2011
- كأس القارات 2013
- كأس الكونكاكاف الذهبية 2013 حكم في المبارات النهائية
- تصفيات أمريكا الشمالية لكأس العالم لكرة القدم 2014
- كأس العالم لكرة القدم 2014
- كأس الكونكاكاف الذهبية 2015 حكم في المبارات النهائية
- كأس الكونكاكاف 2015
- كوبا أمريكا سنتيناريو 2016

## روابط خارجية
- جويل أغويلار على موقع Soccerway.com (الإنجليزية)